# Schrankia oxygramma
Schrankia oxygramma là một loài bướm đêm trong họ Erebidae.